# Regno di Romania
Il Regno di Romania (in romeno Regatul României), fu lo Stato rumeno basato sulla forma della monarchia costituzionale esistente dal 13 marzo 1881 al 30 dicembre 1947, specificato dalle prime tre costituzioni rumene (1866, 1923 e 1938). Il regno di Romania ebbe inizio con la reggenza di re Carlo I che ottenne la proclamazione dell'indipendenza della Romania dopo la Guerra d'indipendenza rumena e si concluse con l'abdicazione di re Michele I il 30 dicembre 1947, imposta dall'Unione Sovietica col tacito, segreto ed implicito consenso degli Alleati (come risultato della Conferenza di Jalta).
Dal 1859 al 1877 la Romania si era evoluta dall'unione personale dei due principati vassalli di Moldavia e Valacchia sotto la figura di un unico principe, in un regno indipendente amministrato dalla famiglia degli Hohenzollern. Nel 1918, alla fine della prima guerra mondiale, Transilvania, Moldavia orientale (Bessarabia) e Bucovina vennero unite al Regno di Romania, dando vita alla "Grande Romania". Nel 1940, la Bessarabia, la Bucovina settentrionale, la Transilvania settentrionale e la Dobrugia meridionale vennero cedute all'Unione Sovietica, all'Ungheria ed alla Bulgaria rispettivamente, mentre solo la Transilvania settentrionale poté essere rincorporata nello Stato rumeno dopo la seconda guerra mondiale. Alla fine del 1947, l'ultimo re venne obbligato ad abdicare e venne sostituito da una repubblica retta dal Partito Comunista Rumeno.

## Storia

### Unificazione e monarchia

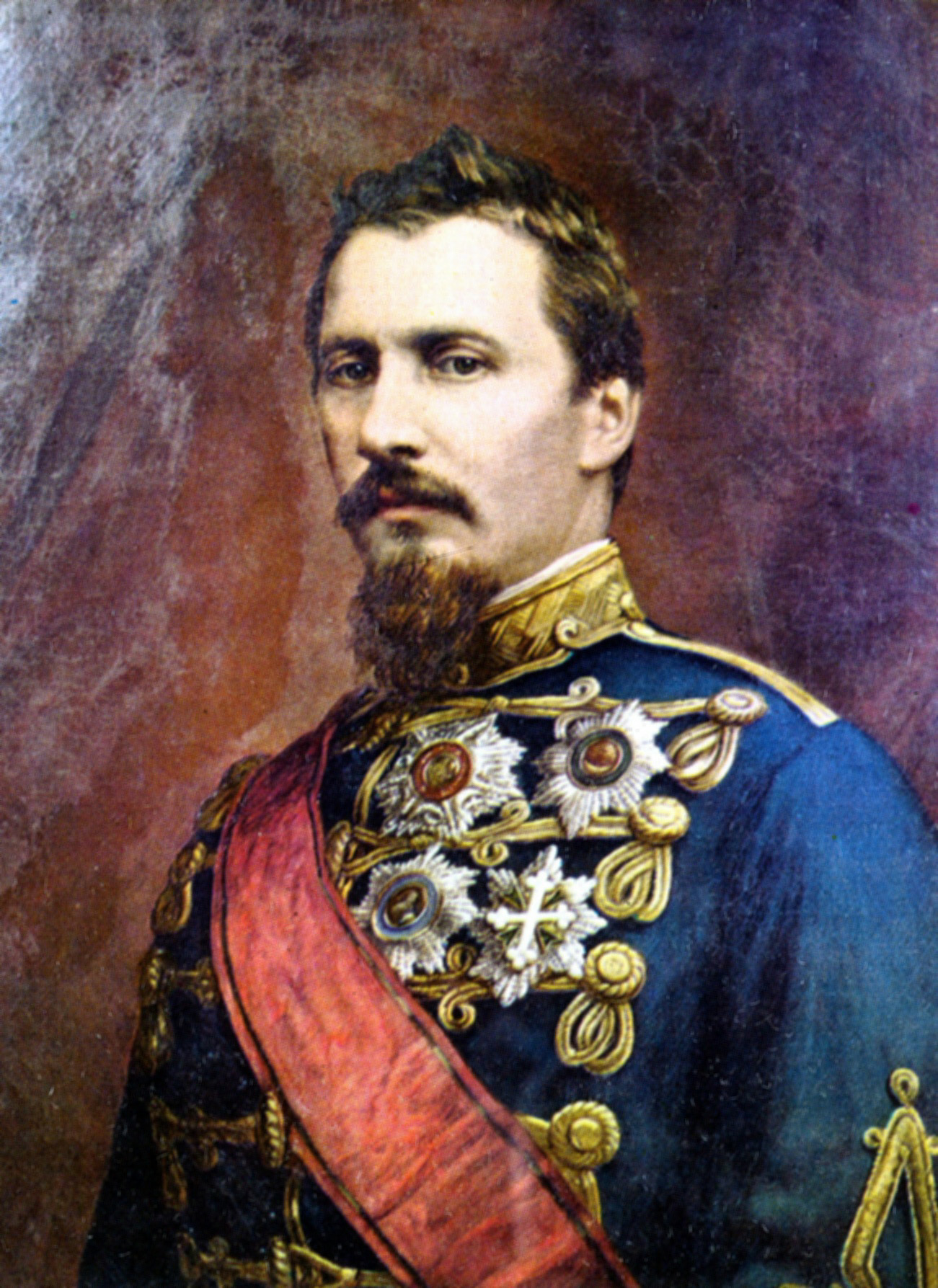
Alessandro Giovanni Cuza, il primo sovrano dei principati di area rumena

Nel 1859 Alessandro Giovanni Cuza (Alexandru Ioan Cuza) ascese al titolo di principe di Moldavia e Valacchia, un principato riconosciuto come tributaro dell'Impero ottomano in cui si può identificare la nascita di una Romania unita sotto un unico sovrano. Il 5 febbraio 1862 i due principati vennero formalmente uniti a formare la Romania, e Bucarest venne scelta come capitale.
Il 23 febbraio 1866, una cosiddetta Coalizione Mostruosa, composta da conservatori e liberali, costrinse Cuza ad abdicare. Il principe tedesco Carlo di Hohenzollern-Sigmaringen divenne principe di Romania, in modo da assicurare l'appoggio della Germania all'unità e ad una futura indipendenza. I suoi discendenti governarono come re di Romania fino all'arrivo del comunismo nel 1947.
Nel 1877, scoppiò una guerra tra Russia e Turchia, alla quale dopo breve tempo prese parte anche la Romania. Quest'ultima, alleata della Russia, combatté in effetti una guerra per l'indipendenza dall'Impero ottomano, che le venne infine riconosciuta dal Trattato di Berlino (1878). In base allo stesso trattato, la Romania acquisì inoltre la Dobrugia, ma fu costretta a consegnare la Bessarabia meridionale alla Russia. Carlo fu incoronato come Carol, primo re di Romania, nel 1881.
Il nuovo stato, stretto fra gli Ottomani, l'Austria-Ungheria e la Russia, con vicini slavi su tre lati, guardava ad ovest, in particolare alla Francia per i suoi modelli culturali, amministrativi e di educazione.
Nel 1886 la Romania e il confinante Principato di Bulgaria furono coinvolte in un progetto di unione da realizzarsi attraverso un'unione personale della corona. Questo piano è meglio noto come Unione di Bulgaria e Romania, ma che non si concretizzò mai sia per le differenze tra i popoli coinvolti, sia per l'opposizione delle grandi potenze confinanti, specialmente Austria-Ungheria e Russia.
Nel 1916 la Romania entrò nella prima guerra mondiale a fianco dell'Intesa. Sebbene le forze rumene non ebbero grandi successi militarmente, alla fine della guerra gli imperi di Austria e Russia erano finiti, e gli organismi di governo creati in Transilvania, Bessarabia e Bucovina scelsero di unirsi alla Romania, come confermò nel 1920 il Trattato di Trianon.

### Il "Vecchio regno" di Romania (1881–1918)

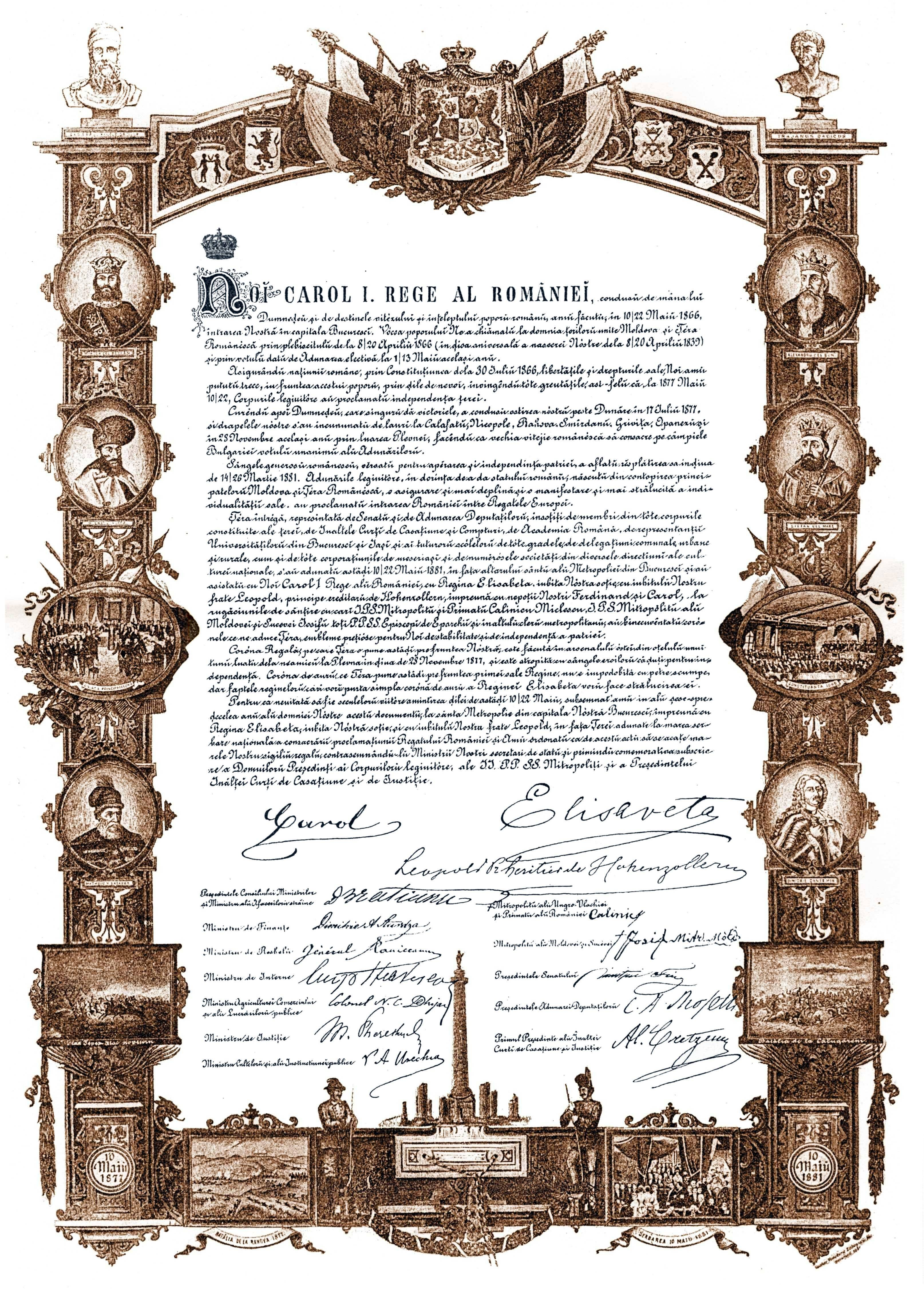
Atto di proclamazione del Regno di Romania nel 1881

Il Vecchio regno di Romania (in rumeno: Vechiul Regat o semplicemente Regat; in tedesco: Altreich) è un termine colloquiale per riferirsi al territorio che identificava il primo territorio della nazione rumena, che era composto dai Principati danubiani di Valacchia e Moldavia. Quando, sotto gli auspici per il Trattato di Parigi del 1856 vennero creati dei divan ad hoc per entrambi i principati (che all'epoca si trovavano ancora sotto la formale sovranità dell'Impero ottomano) questi votarono per l'elezione di Alexandru Ioan Cuza a loro principe, raggiungendo così de facto l'unificazione. La regione stessa venne meglio definita come risultato di un atto politico, seguita dall'inclusione della Dobrugia settentrionale nel 1878, rimanendo tale sino alla proclamazione del Regno di Romania nel 1881 e l'annessione poi della Dobrugia meridionale nel 1913.
Il termine entrò in uso corrente dopo la prima guerra mondiale quando il Vecchio regno venne contrapposto alla Grande Romania, che includeva la Transilvania, il Banato, la Bessarabia e la Bucovina. Attualmente il termine viene utilizzato quasi esclusivamente in ambito storico.

### La Prima guerra mondiale
La Romania cercò di non entrare nella prima guerra mondiale, ma alla fine si risolse a dichiarare guerra alle Potenze centrali nel 1916. La campagna militare rumena si concluse con un disastro quando le Potenze centrali velocemente schiacciarono l'esercito loro opposto (malgrado la fiera resistenza rumena, in particolare nella Battaglia di Mărășești) ed occuparono gran parte dello stato, inclusi gli importanti pozzi petroliferi. Presto vennero però recuperate dal governo rumeno la Transilvania e la Moldavia dal momento che il potere della guerra civile russa aveva permesso al regno di Romania di avanzare nuovamente le proprie pretese su quei territori. La guerra con la Repubblica Sovietica Ungherese nel 1919 portò all'occupazione rumena di Budapest e la fine del regime bolscevico di Béla Kun.

### Unione con Transilvania, Bessarabia e Bucovina

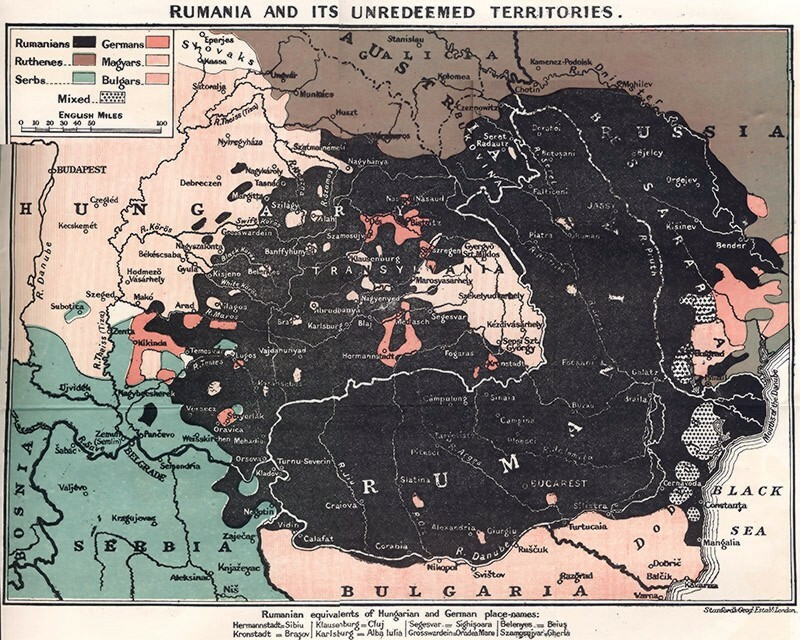
Territori abitati dai rumeni

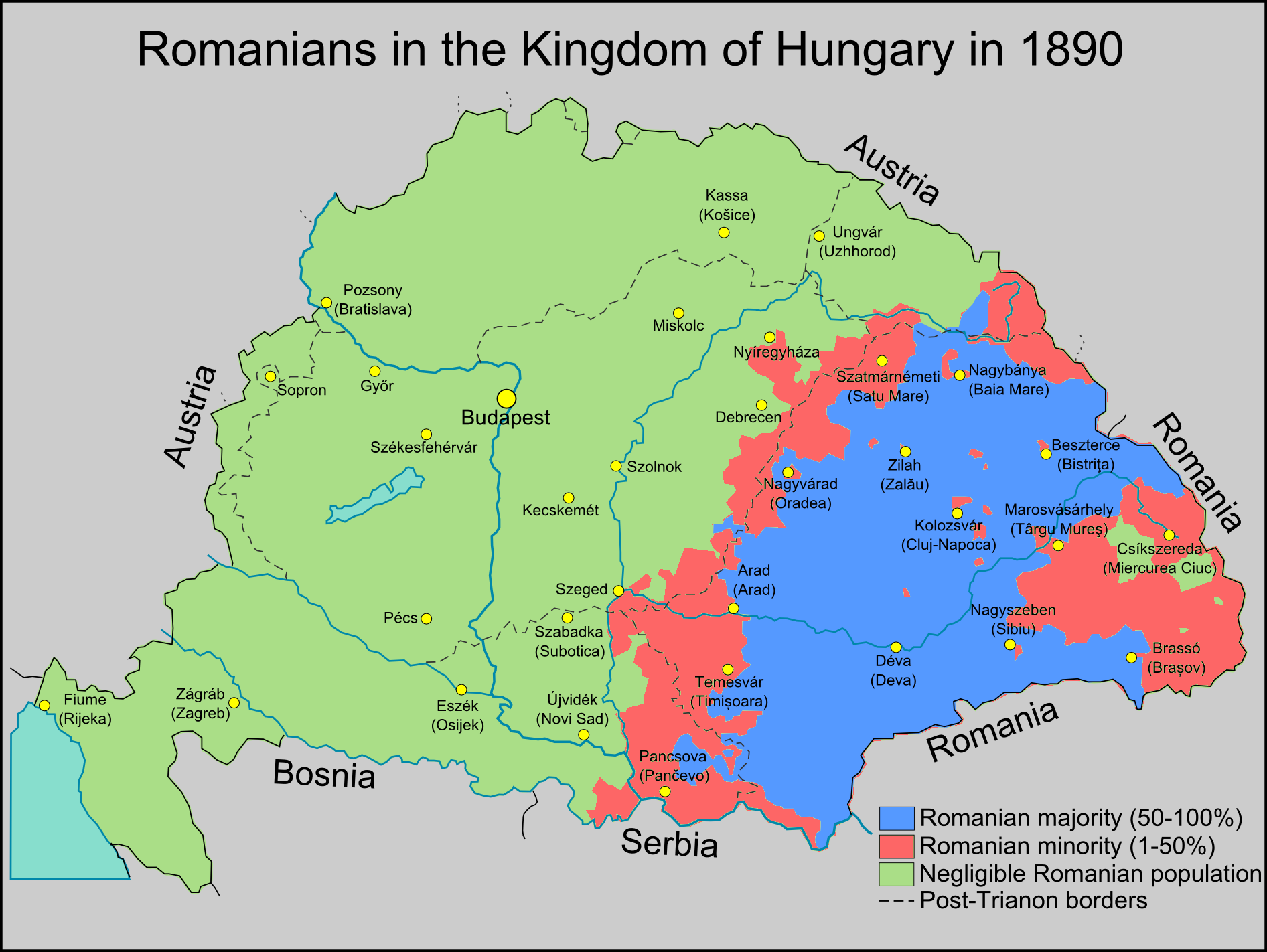
Mappa etnologica dei rumeni col Regno d'Ungheria nel 1890

Dopo la prima guerra mondiale, durante il 1918, la Transilvania, parte del Banato, la Bessarabia (Moldavia orientale, tra i fiumi Prut e Dniester) e la Bucovina vennero unite alla Romania. Ad eccezione di alcuni territori presso il fiume Diestr, tutti questi territori vennero uniti in un singolo stato. Per questo la Romania, nel 1919, venne ingrandita di due volte la sua grandezza rispetto al 1914. Anche se il paese poteva dirsi soddisfatto di tutte le proprie pretese territoriali raggiunte, esso si seppe attirare le ire di Bulgaria, Ungheria ed Unione Sovietica.
La Grande Romania disponeva ora di molte popolazioni minoritarie come i magiari che riscontrarono difficoltà nell'assimilazione allo stato. Al contrario, lo stato rumeno prebellico aveva poche minoranze e perlopiù ebraiche, senza che vi fossero tracce di antisemitismo.
Magiari e tedeschi predominavano in Transilvania e, dal momento che esistevano contenziosi storici proprio con la Romania, questi popoli temevano ora delle rappresaglie. Entrambi i gruppi vennero infatti esclusi dalla politica della Romania dopo la guerra mondiale ed il governo approvò un decreto col quale tutto il personale impiegato a favore dello stato dovesse obbligatoriamente parlare rumeno. Il nuovo stato rumeno era molto centralizzato, e questo impediva alle minoranze magiare e tedesche di avere una qualche influenza politica. La politica rumena nei confronti di magiari e tedeschi fu bilanciata però ed entrambi ebbero il permesso di avere scuole nei loro rispettivi linguaggi e la libertà di diffondere e scrivere materiale da pubblicare, così come le sentenze giudiziarie potevano essere condotte nella loro lingua madre.
Le minoranze ancora più piccole presenti in Romania non erano trattate così bene dal momento che il loro numero quasi insignificante non garantiva loro alcun supporto forte al governo. Gli ebrei, in particolare, erano molto impopolari in Romania. Pur rappresentando meno del 10% della popolazione rumena, essi detenevano un controllo sproporzionato del piccolo commercio, delle banche, dei negozi e delle aziende. Molti erano emigrati dalla Russia per sfuggire ai pogrom e quindi parlavano ucraino e yiddish ma solo di rado conoscevano qualche parola in rumeno. Venivano in gran parte percepiti come interessati agli affari senza che avessero alcun interesse alla storia o alla cultura della Romania.
La stessa educazione provvista dal governo rumeno era un misto piuttosto particolare. Mentre la nobiltà aveva una lunga tradizione che vedeva i propri rampolli inviati nelle migliori scuole europee, coloro che in generale venivano educati in patria rappresentavano veramente una minoranza. La Transilvania registrava il numero più alto di popolazione istruita della Romania mentre la Bessarabia ed altre aree ex-russe erano le peggiori. Mentre tutti i bambini rumeni dovevano obbligatoriamente frequentare almeno quattro anni di scuole elementari, il sistema era separato al suo interno per separare coloro che avessero voluto proseguire con studi più alti e quanti avessero voluto fermarsi dopo gli anni obbligatori. Se questo era particolarmente necessario date le limitate risorse messe in campo dal governo per l'istruzione (malgrado i migliori intenti iniziali), esso assicurava anche ai contadini la possibilità di venire educati nel leggere, scrivere e far di conto.
Le scuole superiori ed i collegi in Romania erano modellati sulle scuole francesi dell'epoca. Gli studenti ricevevano un'istruzione rigida per uscire dagli istituti con un curriculum d'eccezione. Ad ogni modo, la Romania soffriva del fatto che affliggeva in generale tutta l'Europa orientale, ovvero che gli studenti locali preferivano soggetti astratti come teologia, filosofia, letteratura, arte e legge (nel senso filosofico e non pratico del termine) piuttosto che materie pratiche come scienze, business o ingegneria.
La popolazione contadina era tra le più povere nella regione, una situazione aggravata da uno dei tassi di natalità più alti in Europa. Come altrove, i contadini vennero convinti che le riforme terriere avrebbero risolto i loro problemi, e dopo la guerra iniziarono a pretendere queste riforme con sommosse e rivolte, che portarono alla riforma terriera del 1921. Questa riforma, ad ogni modo, poco fece per migliorare la produttività, soprattutto perché il pur ricco suolo rumeno necessitava di macchine agricole moderne di cui non disponeva. Le esportazioni dell'agricoltura non potevano competere con quelle dell'Europa occidentale e del Nord America ed il peggioramento della Grande depressione portò ad una definitiva decadenza dell'area.
Nel 1919 circa il 72% dei rumeni erano impiegati nell'agricoltura. L'allevamento nelle fattorie era ancora ad uno stadio primitivo e i macchinari ed i fertilizzanti chimici erano perlopiù sconosciuti. Il Regat (la Romania prebellica) era tradizionalmente una terra di grandi proprietari terrieri lavorata da contadini che non avevano terra né diritti. La situazione in Transilvania e Bessarabia era tra le peggiori. Dopo le richieste dei contadini per ottenere della terra propria da lavorare, la riforma si trasformò in una valanga e re Carol II venne quasi obbligato a cedere alle richieste, specialmente da quando i gruppi comunisti nella regione avevano preso il sopravvento sulla popolazione. Alla fine, la riforma non fece nulla per rimediare ai problemi di base della sovrappopolazione e della mancanza di tecnologie. I lotti di terra ridistribuiti erano invariabilmente troppo piccoli per nutrire i loro proprietari ed i contadini non erano disposti inoltre ad abbandonare le vecchie tecnologie di piantagione.
Malgrado le riforme terriere, ad ogni modo, i proprietari continuavano a possedere il 30% del suolo rumeno, includendo anche le foreste di cui i contadini necessitavano per produrre carburante e per il riscaldamento. La Romania ebbe inoltre poche opportunità di esportare i propri prodotti agricoli dal momento che il poco grano che veniva prodotto non poteva competere con la qualità e le quantità fornite da altri stati nel mondo.
D'altro canto, l'industria rumena era invece ben sviluppata per l'abbondanza di risorse naturali, in particolare di petrolio. I prodotti principali per l'esportazione erano il legno e diversi minerali, ma gran parte dell'industria era nelle mani di compagnie straniere (circa il 70%).
Dal 1920, col Trattato del Trianon, l'Ungheria rinunciò a tutte le proprie pretese sulla Transilvania a favore della Romania. L'unione della Romania con la Bucovina venne rattificata nel 1919 col Trattato di Saint Germain, e nel 1920 parte delle potenze occidentali riconobbe il governo rumeno sulla Bessarabia col Trattato di Parigi.

### Gli anni tra le due guerre mondiali
L'espressione rumena România Mare (traduzione letterale "Grande Romania") generalmente si riferisce allo stato rumeno nel periodo tra le due guerre e per estensione al territorio che la Romania copriva a quel tempo. La Romania aveva a quel tempo un territorio di 300.000 km². Nel censimento del 1930, vi erano 18.000.000 di abitanti in Romania.

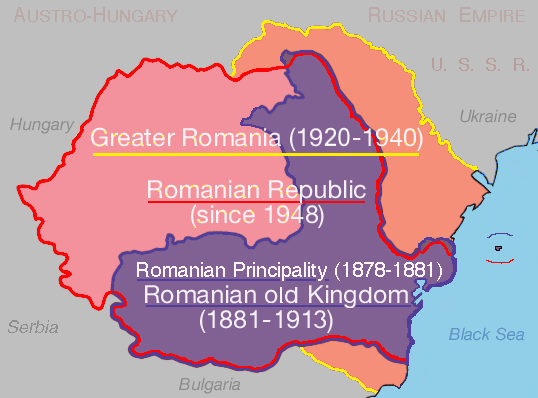
Il territorio rumeno durante il XX secolo: la parte in viola indica il Vecchio Regno prima del 1913, quella in arancio indica la Grande Romania con le aree aggiunte a seguito della Seconda guerra balcanica e della prima guerra mondiale che però vennero perse dopo la seconda guerra mondiale, ed il rosa indica l'area unita alla Romania dopo la Prima guerra mondiale e rimasta allo stato sino alla conclusione della seconda guerra.

La "Grande Romania" non sopravvisse alla Seconda guerra mondiale. Sino al 1938, il governo rumeno aveva mantenuto la forma ma non la sostanza di una monarchia costituzionale liberale. Il Partito Nazionale Liberale, dominante negli anni immediatamente successivi alla Prima guerra mondiale, divenne sempre più clientelista e nazionalista, e nel 1927 venne soppiantato al potere dal Partito Nazionale Contadino. Tra il 1930 ed il 1940 vi fu la successione di 25 governi, in molti casi della durata di solo alcuni mesi. Negli anni precedenti la Seconda guerra mondiale, i conflitti con la Guardia di Ferro e gli altri gruppi politici portarono il paese sull'orlo della guerra civile.
Alla morte di suo padre Ferdinando nel 1927, al principe Carlo venne vietato di accedere al trono per i suoi precedenti scandali matrimoniali che avevano portato alla sua rinuncia dei diritti al trono. Dopo aver trascorso tre anni in esilio, mentre suo fratello Nicola prestava servizio come reggente in nome di suo figlio Michele che era stato proclamato re ma si trovava ancora in tenera età, Carlo cambiò i suoi progetti e col supporto del Partito Nazionale Contadino fece ritorno in patria e si proclamò re.
Iuliu Maniu, capo del Partito Nazionale Contadino, aveva inteso il ritorno di Carlo in patria come una volontà di aver abbandonato definitivamente la sua amante Magda Lupescu, ma poco dopo il suo incontro con la moglie Elena, Carlo non manifestò alcuna intenzione di riconciliarsi ed anzi fece di tutto per porre al suo fianco Magda Lupescu. La popolarità di Magda in Romania era indubbiamente dovuta alle sue origini ebree e tale rimase una pietra al collo durante tutto il regno di Carlo, soprattutto perché ella era vista come la principale sua consigliera e confidente.
La crisi economica del 1929 afflisse pesantemente la Romania e già all'inizio degli anni '30 vi era un altissimo tasso di disoccupazione e molti scioperi. Da un lato il governo rumeno non fece altro che reprimere violentemente queste forme di resistenza come nel caso dello sciopero dei minatori di Valea Jiului e degli operai della ferrovia di Grivița. A metà degli anni '30, l'economia rumena si riprese abbastanza e l'industria crebbe in maniera significativa anche se l'80% della popolazione continuava ad essere impiegata nel settore dell'agricoltura.
Col proseguire degli anni, la già scossa democrazia in Romania venne lentamente a deteriorarsi sotto la dittatura fascista. La costituzione del 1923 concedeva al re il libero diritto di sciogliere il parlamento e convocare nuove elezioni secondo la propria volontà e come tale la Romania dovette vedere un susseguirsi di 25 governi come si è detto.
Gran parte di questi governi erano dominati da un certo numero di partiti antisemiti, ultranazionalisti e quasi-fascisti. Il Partito Nazionale Liberale apparve sempre più nazionalista che liberale, ma non per questo perse la sua predominanza nella politica rumena. Esso venne eclissato dai partiti come il (relativamente moderato) Partito Nazionale Contadino ed il più radicale Fronte Rumeno, dalla Lega per la Difesa Nazionale Cristiana (LANC) e dalla Guardia di Ferro. Nel 1935, il LDNC si unì al Partito Nazionale Agrario per formare il Partito Nazionale Cristiano (PNC).
Il partito mistico e più problematico era indubbiamente quello della Guardia di Ferro che più volte aveva imbarazzato la politica nazionale con assassini politici e vari attentati per restringere le libertà. Il 10 dicembre 1933 il primo ministro liberale Ion Duca "dissolse" la Guardia di Ferro, arrestando le centinaia di suoi aderenti; 19 giorni dopo egli venne assassinato dai legionari della Guardia di Ferro.
Gran parte di questi partiti ebbe sempre una qualche relazione con re Carlo II. Ad ogni modo nel dicembre del 1937 il re nominò il presidente del LDNC (e poeta) Octavian Goga alla carica di primo ministro. In questo periodo stesso, Carlo incontrò Adolf Hitler che gli espresse il suo desiderio di vedere un governo rumeno retto dalla Guardia di Ferro. Invece, il 10 febbraio 1938, re Carlo II utilizzò l'occasione di un insulto pubblico di Goga nei confronti di Lupescu quale ragione per dimettere il governo ed istituire una dittatura reale che ebbe però breve vita e che venne sancita diciassette giorni dopo da una nuova costituzione secondo la quale il re non solo aveva il diritto di nominare il primo ministro, ma tutti i ministri del governo.
Nell'aprile del 1938, Carlo fece arrestare ed imprigionare il capo della Guardia di Ferro, Corneliu Zelea Codreanu. Nella notte tra il 29 ed il 30 novembre 1938, Codreanu e molti altri legionari catturati con lui vennero uccisi mentre tentavano di fuggire di prigione. Ancora oggi su questo episodio gli storici discutono se questo tentativo vi sia veramente stato o se questo fosse stato un gesto di rappresaglia per i molti assassini commessi dal gruppo.
La dittatura reale fu breve ed il 7 marzo 1939 venne formato un nuovo governo guidato da Armand Călinescu come primo ministro; il 21 settembre 1939, tre settimane dopo l'inizio della Seconda guerra mondiale, Călinescu, a sua volta, venne assassinato dai legionari della Guardia di Ferro per vendicare Codreanu.
Nel 1939, Germania e Unione Sovietica siglarono il Patto Molotov-Ribbentrop, che prevedeva tra le altre cose gli "interessi" sovietici in Bessarabia. Dopo il 1940 le perdite territoriali portarono ad uno scontento popolare crescente e Carlo venne costretto ad abdicare ed a nominare il generale Ion Antonescu quale nuovo primo ministro con pieni poteri di reggere lo stato per decreto reale.

### La seconda guerra mondiale
Nel giugno del 1940 l'Unione Sovietica inviò un ultimatum alla Romania per evacuare e cedere la Bessarabia, la Bessarabia settentrionale e la Hertza alla Russia, ma il regno rumeno decise di rimanere neutrale per più di un anno (nel quale il governo rumeno aveva pensato di recarsi in esilio nell'Egitto britannico).

I territori del Regno di Romania dopo la firma del Secondo arbitrato di Vienna e delle annessioni a seguito dell'Operazione Barbarossa.

Nell'ottobre del 1940 Ion Antonescu si alleò con le potenze dell'Asse ed entrò al loro fianco in guerra contro l'URSS nel giugno del 1941 al fine di recuperare i territori ceduti precedentemente. Dopo tre anni e due mesi di campagne militari contro l'URSS, il leader dell'esercito rumeno fece ritorno sconfitto il 23 agosto 1944 in Romania ed il re dovette dare il proprio consenso alla rimozione forzata del maresciallo Antonescu nel caso in cui questi avesse rifiutato di firmare l'armistizio con le Nazioni Unite. A seguito del rifiuto di Antonescu, re Michele I lo licenziò e lo fece arrestare, mentre la Romania decise di schierarsi con gli Alleati. A questo punto la partecipazione della Romania alla Seconda guerra mondiale, venne caratterizzata da due campagne: una in oriente per la liberazione di Bessarabia e della Transilvania occidentale riuscendo ad ottenere i territori, mentre un'altra venne condotta sul piano diplomatico firmando il trattato di pace di Parigi del 1946 tra le potenze perdenti. La Romania aveva perduto circa 300.000 uomini nel secondo conflitto mondiale.

### Dalla Romania alla Repubblica di Romania
Dopo la sconfitta della Romania collaborazionista nella Seconda guerra mondiale e la liberazione della Romania dal nazifascismo, l'Armata Rossa occupò il territorio rumeno ancora formalmente indipendente rimanendovi per tre anni. Dopo questo periodo, il 30 dicembre 1947, re Michele venne costretto ad abdicare e venne proclamata la Repubblica Popolare Rumena, uno stato a guida comunista, che nei quattro decenni successivi avrebbe fatto parte del "blocco sovietico".

## Monarchi

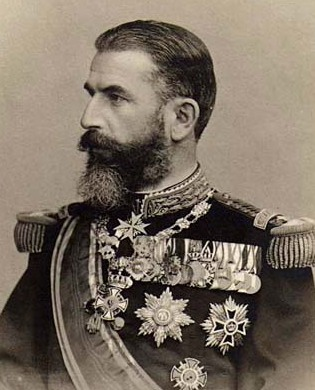
Carlo I
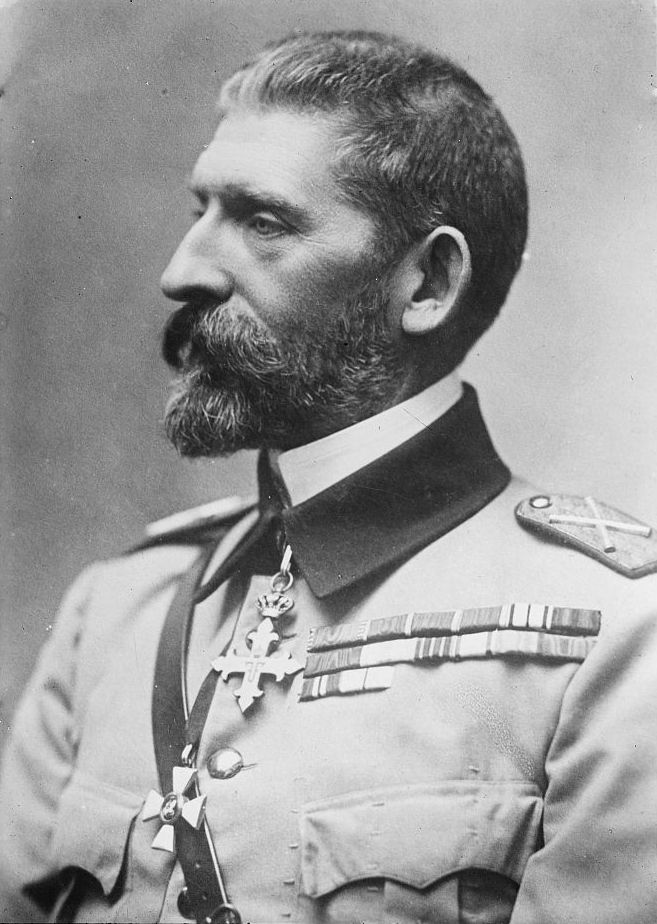
Ferdinando I
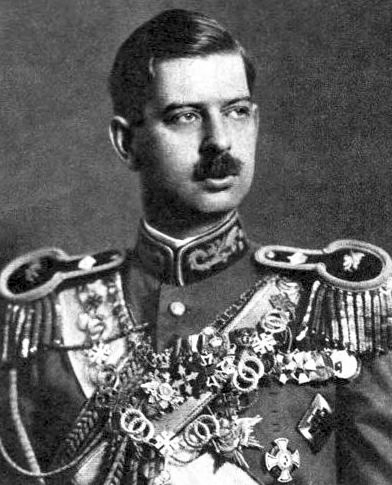
Carlo II
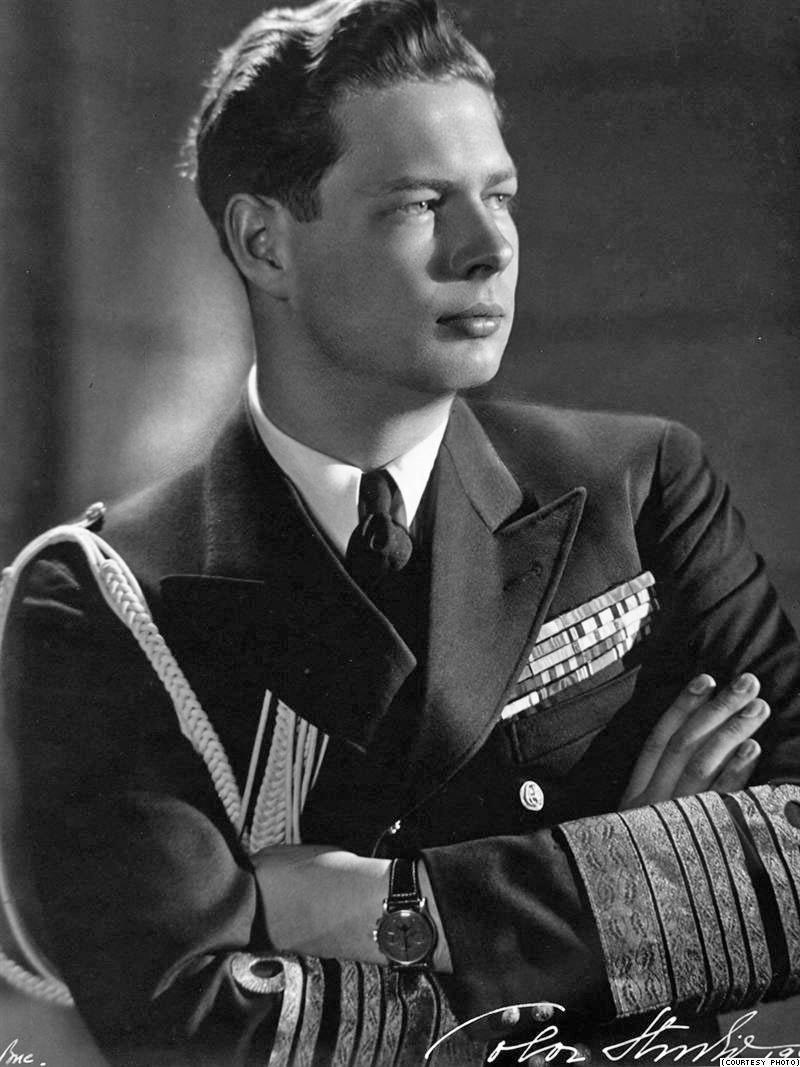
Michele I

## Società

### Evoluzione demografica

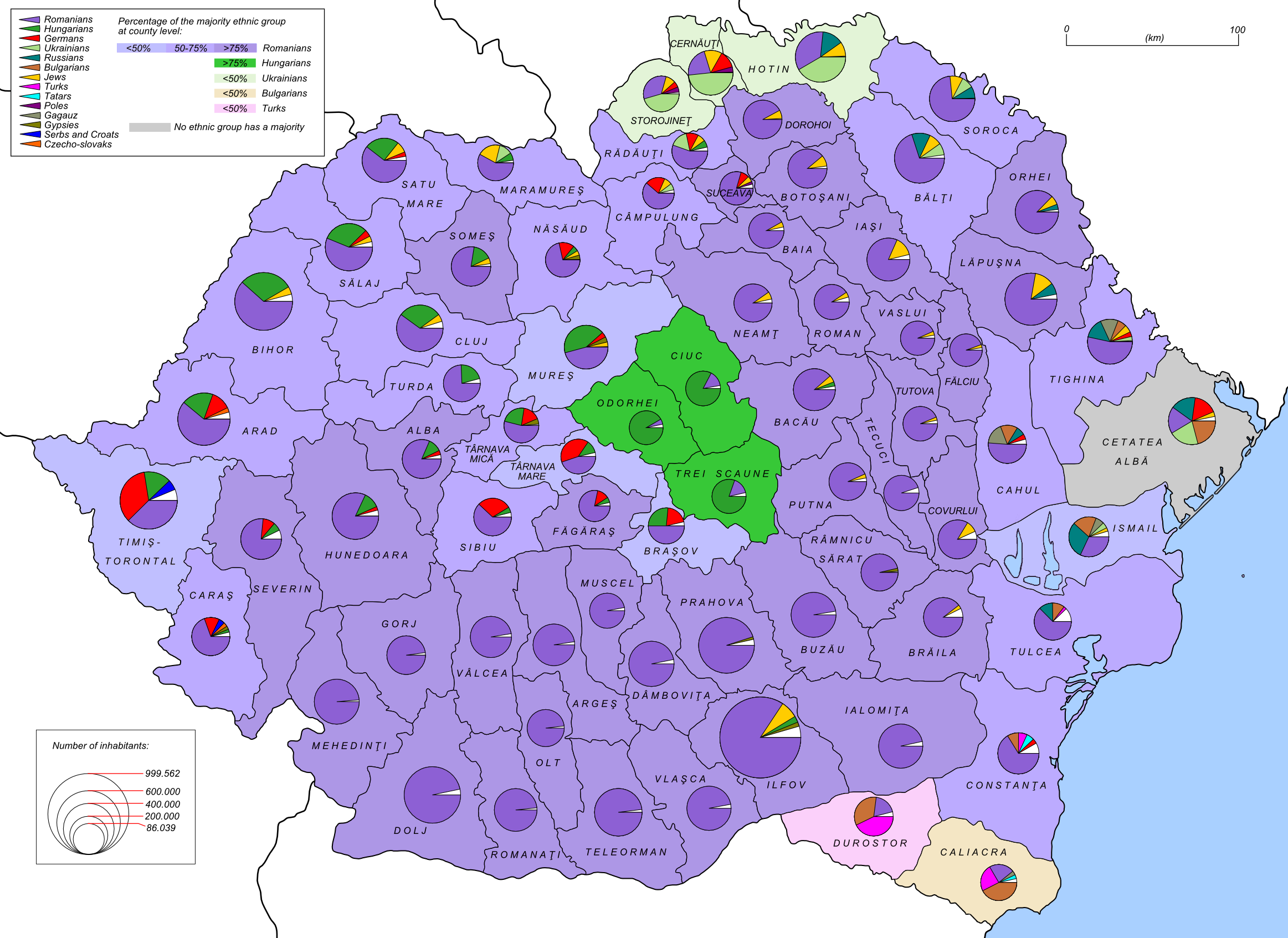
Mappa etnografica della Romania (censimento del 1930)

Secondo il Censimento rumeno del 1930, la Romania aveva una popolazione di 18.057.028 abitanti. I rumeni costituivano il 71,9% della popolazione ed il 28,1% apparteneva a minoranze etniche.
| Etnia                   | numero     | %     |
| ----------------------- | ---------- | ----- |
| Rumeni                  | 12,981,324 | 71.9  |
| Ungheresi               | 1,425,507  | 7.9   |
| Tedeschi                | 745,421    | 4.1   |
| Ebrei                   | 728,115    | 4.0   |
| Ruteni e Ucraini        | 582,115    | 3.2   |
| Russi                   | 409,150    | 2.3   |
| Bulgari                 | 366,384    | 2.0   |
| Romanci                 | 262,501    | 1.5   |
| Turchi                  | 154,772    | 0.9   |
| Gagauzi                 | 105,750    | 0.6   |
| Cechi e Slovacchi       | 51,842     | 0.3   |
| Serbi, Croati e Sloveni | 51,062     | 0.3   |
| Polacchi                | 48,310     | 0.3   |
| Greci                   | 26,495     | 0.1   |
| Tatari                  | 22,141     | 0.1   |
| Armeni                  | 15,544     | 0.0   |
| Hutsuli                 | 12,456     | 0.0   |
| Albanesi                | 4,670      | 0.0   |
| Altre                   | 56,355     | 0.3   |
| Non dichiarati          | 7,114      | 0.0   |
| Totale                  | 18,057,028 | 100.0 |

### Città

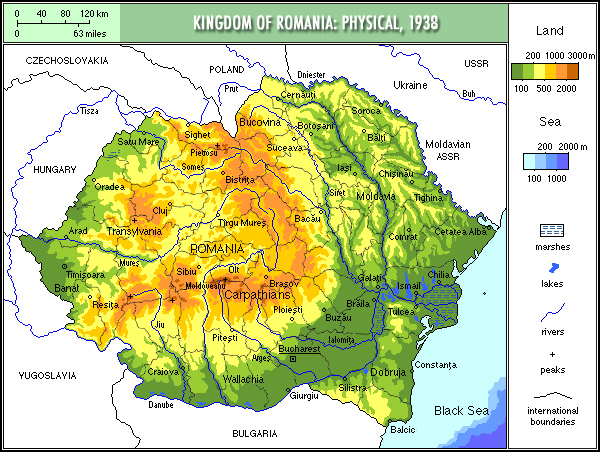
Cartina fisica del Regno di Romania nel 1939

Le principali città rumene nel censimento del 1930:
| Rango | Nome      | Popolazione        |
| ----- | --------- | ------------------ |
| 1     | Bucarest  | 570,881 (639,0401) |
| 2     | Chișinău  | 114,896            |
| 3     | Cernăuți  | 112,427            |
| 4     | Iași      | 102,872            |
| 5     | Cluj      | 100,844            |
| 6     | Galați    | 100,611            |
| 7     | Timișoara | 91,580             |

Note: 1 - incluse 12 comunità suburbane.

## Geografia antropica

### Suddivisioni amministrative

Mappa amministrativa della Romania nel 1930

Dopo l'indipendenza, il Vecchio Regno di Romania venne diviso in 33 contee.
Dopo la prima guerra mondiale, come risultato dell'unificazione amministrativa del 1925, il territorio venne diviso in 71 contee, 489 distretti (plăși) e in 8.879 comuni.
Nel 1938, re Carlo II promulgò una nuova nuova costituzione e successivamente le divisioni amministrative della Romania mutarono nuovamente. Vennero creati dieci ţinuturi ("terre") unendo le precedenti contee che dovevano essere governate ciascuna da un rezidenţi regali ("Residente reale" ovvero un governatore) nominato direttamente dal re. Questa riforma amministrativa non perdurò a lungo e le contee vennero ristabilite dopo la caduta del regime di Carlo.